# БМТ-72
БМТ-72 (или БМПТ-72) — опытная украинская тяжёлая боевая машина пехоты на базе основного танка Т-72, разработанная в начале 2000-х годов Харьковским конструкторским бюро машиностроения им. А. А. Морозова.
Демонстрационный образец БМТ-72 был представлен в начале сентября 2002 года и предложен для вооружённых сил Украины, но в связи с отсутствием государственного заказа — предложен на экспорт. 16 сентября 2002 года БМТ-72 была отправлена в Пакистан для участия в выставке вооружения IDEAS-2002. В августе 2005 года БМТ-72 была представлена делегации военно-политического руководства Ливии, однако заказов на производство заключено не было.
В 2005 году был разработан комплект технической документации по переоборудованию в боевые машины пехоты танков Т-54, Т-55, Т-62 и Т-72, 15 марта 2006 года он был запатентован.

## Описание
БМТ-72 создана на базе танка Т-72, имеет танковую компоновку и в значительной степени сохранила унификацию с танком Т-72. В сравнении с Т-72, ходовая часть БМП удлинена на один каток для увеличения внутреннего объема. За счёт установки нового моторно-трансмиссионного отделения от танка «Оплот» и сокращения боекомплекта к танковому орудию, появилась возможность создать десантное отделение в средней части корпуса танка.
Десантное отделение расположено между боевым и моторно-трансмиссионным отделениями, три его люка находятся сверху в крыше корпуса танка позади башни.